# En ausencia de ti
«En ausencia de ti» (en italiano «In assenza di te») es una canción interpretada por la cantante italiana Laura Pausini, perteneciente a su cuarto álbum de estudio La mia risposta. Tanto la canción en español como en italiano fueron lanzados como sencillo en 1998. El sencillo se mantiene como uno de los éxitos más duraderos de Pausini. También ayudó a promocionar el álbum con el otro sencillo éxito «Un'emergenza d'amore». Una versión en inglés, titulada «It's Not Goodbye» originó todas las demás versiones fue lanzada a finales de 2003 como sencillo del álbum From the Inside. Las tres versiones se editaron como singles, aunque sólo la española y la italiana tenían videoclips grabados. 
La canción fue lanzada en Francia en junio de 2003.
Tanto la versión en español como la en italiano se incluyeron en el álbum de grandes éxitos de Pausini, E ritorno da te.
Antes de ser lanzada como sencillo, la canción se hizo famosa en Brasil, donde fue utilizada como parte de la banda sonora de la telenovela Pecado Capital. Posteriormente, Pausini lanzó una versión especial del sencillo solo para dicho país.

## Lista de canciones
Sencillo CD  - "In assenza di te" - Alemania - Versión 2001 
1. "In assenza di te" (Mezcla de radio de Dave) - 3:46
2. "In assenza di te" (versión del álbum) - 4:38
3. "In assenza di te" (Dave's Club Mix) - 7:32
4. "Un'emergenza d'amore" (Rob's Rock Remix) - 4:38

CD Maxi - "In assenza di te" Remix 
1. "En assenza di te"

Sencillo en CD - "In assenza di te" 
1. "En assenza di te" - 4:31
2. "E ritorno da te" – 3:59

Sencillo CD – "In assenza di te – Promo 00599 Warner Music Brasil (1999) 
1. "En assenza di te" - 4:30
2. " Un'emergenza d'amore " (Rob's Rock Remix) – 4:38

Sencillo CD  – "En ausencia de ti" - Promo 1192 Warner Music México, Promo 1155 Colombia (1999) 
1. "En ausencia de ti"

CD single – "En ausencia de ti" - 3984261762 Warner Music Spagna (1999) 
1. "En ausencia de ti"
2. "Emergencia de amor" (Rob's Rock)

CD sencillo - Promoción "It's Not Goodbye" 4097 Warner Music Europa 
1. "It's Not Good-Bye"

## Rendimiento en listas
| Listas (2003–13)                | Posición más alta |
| ------------------------------- | ----------------- |
| Francia (SNEP)                  | 42                |
| France Airplay (SNEP)           | 26                |
| Italia (FIMI)                   | 20                |
| Polonia (Polish Airplay Charts) | 3                 |

## Versiones
La canción fue versionada por la cantante israelí Sarit Hadad. La versión en hebreo, llamada "Ha-ezev Betochi" o "The Sadness Within Me", esta traducida al inglés y una versión malaya "Aku Masih Setia" de Dia Fadila.
In 2021, la versión en inglés "It's Not Goodbye" fue grabada por Janella Salvador para su álbum Melody of Love with Janella.